# Pieter Appelmans
Pieter Appelmans (omstreeks 1373 - Antwerpen, 15 of 16 mei 1434) was een van de architecten van de Onze-Lieve-Vrouwekathedraal van Antwerpen.

## Levensloop
Pieter Appelmans was de zoon van Jan Appelmans, eveneens architect van de Antwerpse kathedraal. In 1398 was Pieter Appelmans meester steenkapper en in 1406 begon hij onder de leiding van zijn vader als meester van den wercke ende metselrien van Onser Vrouwe kercke.
Na de dood van zijn vader zette Appelmans diens werk verder. Hij tekende nieuwe plannen voor de bouw van twee torens en het zuidelijke gedeelte achter het priesterkoor waarbij rekening werd gehouden met de talrijke overstromingen van de Schelde. Appelmans voltooide het koor omstreeks 1415 en bouwde enkele kapellen in de apsis.
Hij ontwierp eveneens de plannen voor de gotische Sint-Niklaaskapel in de stad die tussen 1419 en 1423 werd gebouwd.
Omstreeks 1425 kwam Appelmans in dienst van de stad als gesworen erfscheyder waarbij hij een van de drie gezworenen was die beslisten over het gebruik en de afbakening van stadseigendommen.

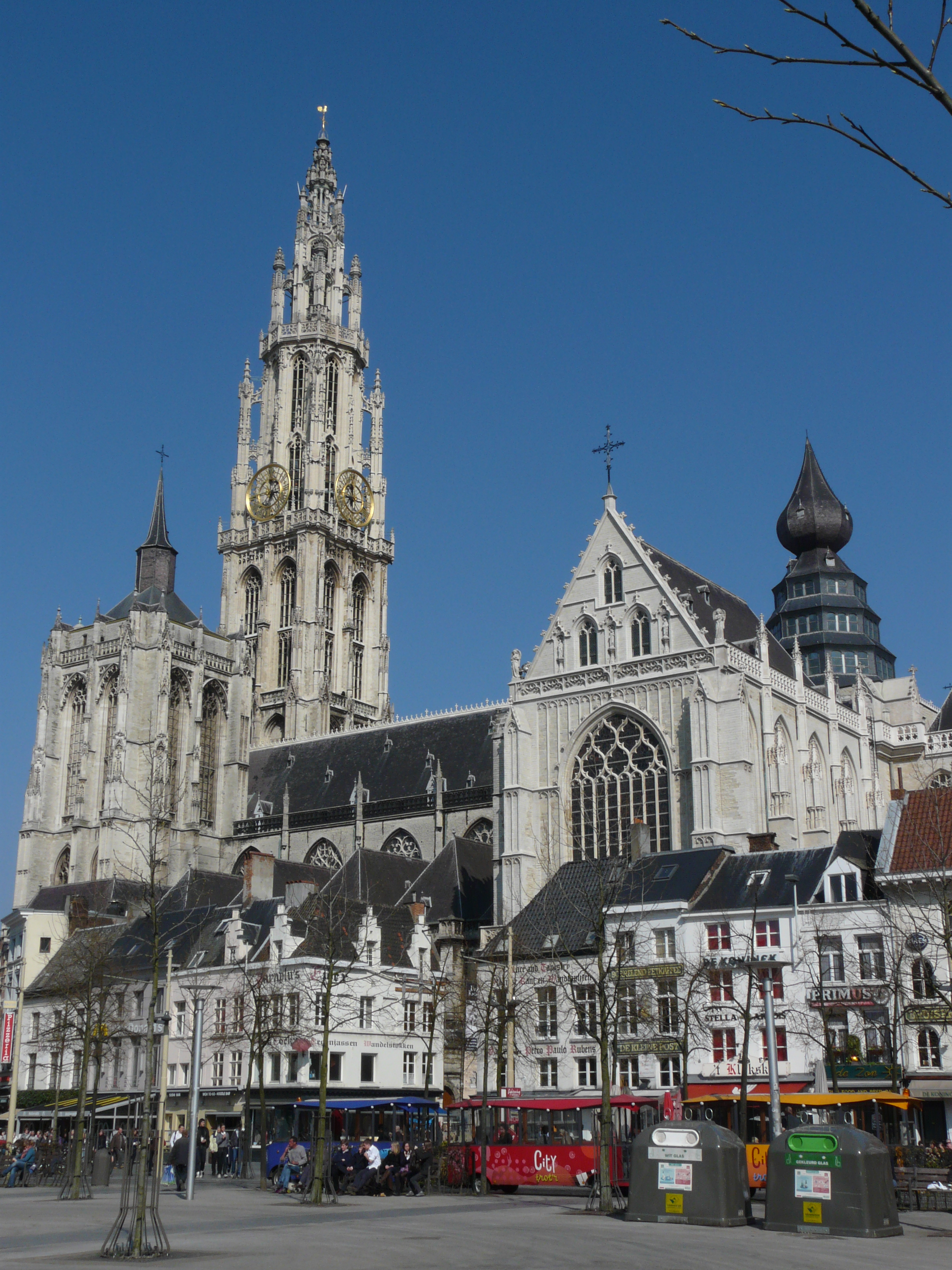
Onze-Lieve-Vrouwekathedraal te Antwerpen